# C'era una volta (serie televisiva)
C'era una volta (Once Upon a Time) è una serie televisiva statunitense di genere fantasy mandata in onda sulla ABC dal 2011 al 2018. La serie prende in prestito elementi e personaggi dalla letteratura occidentale, dal folklore e dalle fiabe popolari come le opere dei Fratelli Grimm e Carlo Collodi e dai classici film della Disney ed è liberamente ispirata a leggende, ad alcuni classici della letteratura fantasy, anche se con frequenti modifiche dovute alla realtà immaginaria dei personaggi. 
Il tutto ambientato ai giorni nostri.
C'era una volta è stato creato dagli scrittori di Lost e Tron: Legacy, Edward Kitsis e Adam Horowitz. Uno spin-off, C'era una volta nel Paese delle Meraviglie, basato sul romanzo Le Avventure di Alice nel Paese delle Meraviglie di Lewis Carroll, è andato in onda dal 2013 al 2014 per poi essere cancellato dopo una sola stagione.
I temi centrali dello show sono la speranza e la redenzione.

## Trama
Durante il felice matrimonio tra il Principe James e Biancaneve, la Regina Cattiva irrompe alla cerimonia, minacciando tutti gli abitanti della Foresta Incantata che presto scatenerà il temibilissimo "Sortilegio Oscuro" per privarli del loro lieto fine e averne uno tutto per sé. Preoccupati, i due novelli sposi interrogano il temibile Signore Oscuro Tremotino, chiedendo come potranno battere il Sortilegio Oscuro. Tremotino risponde che, dopo che il Sortilegio Oscuro li porterà in un mondo privo di magia, in un limbo privo di lieti fine, e che passeranno ventotto anni prima che la nascitura di Biancaneve e James, la cosiddetta "Salvatrice", spezzerà il Sortilegio. A Geppetto e Pinocchio, quindi, viene chiesto di costruire una teca magica che possa salvare la loro nascitura, Emma, dal Sortilegio. Geppetto accetta, ma la teca viene detta essere in grado di proteggere una sola persona, ma in realtà ne può proteggere due: Geppetto aveva mentito per evitare che suo figlio, venendo privato della magia, tornasse di inanimato legno e gli chiede di proteggere Biancaneve e la nascitura durante i ventotto anni. Sfortunatamente, come il Sortilegio viene scatenato, Biancaneve partorisce ed è solo Emma che si salva dalla maledizione, sorvegliata da lontano da Pinocchio.
Intanto, gli abitanti della Foresta Incantata sono tutti trasportati nel Mondo reale, più precisamente nel Maine, privati di magia e memorie sul loro vero passato, sostituite da falsi ricordi di una normalissima e banale vita: solo Regina (ora il sindaco Regina Mills) e Tremotino (Mr. Gold) mantengono le memorie della loro passata vita. Assieme al loro esilio compare anche una città dal nulla nella quale nessuno che non sia legato alla Foresta Incantata può entrare e nessuno dei suoi abitanti può uscire senza terribili conseguenze: Storybrooke. Annoiata dalla monotonia e dal fatto che l'immobilità del tempo impedisce agli abitanti di comprendere di essere bloccati in un eterno e mai invecchiante limbo, Regina adotta un bambino, che chiama Henry in onore del padre, ignara che si tratti del figlio della Salvatrice, abbandonato dopo una deludente relazione amorosa con un certo Neal Cassidy.
Henry, sapute le sue origini grazie a un miracoloso libro intitolato "C'era una volta", comprende la situazione, ritrova la sua vera madre e la invita a Storybrooke per poter spezzare il Sortilegio e riunirsi ai suoi cari. Intanto, si scopre che Tremotino è il vero responsabile del Sortilegio: tutto questo era un suo piano per ricongiungersi, a Sortilegio spezzato, al figlio Bealfire, perdutosi nel mondo senza magia dopo un terribile incidente e litigio tra i due.
Gli episodi di solito contengono un segmento che aggiunge un pezzo al puzzle sui personaggi, dei quali descrive le vite passate, e sulla loro connessione con gli eventi che hanno preceduto la maledizione e sulle sue conseguenze.

### Prima stagione
Nella fittizia cittadina di Storybrooke, nel Maine, sono intrappolati i più famosi personaggi delle fiabe a causa del Sortilegio Oscuro della malvagia Regina Cattiva, matrigna dell'intrepida Biancaneve. Inconsapevoli di chi siano in verità e congelati nel tempo, gli abitanti sono costretti a vivere senza un proprio lieto fine, almeno fino all'arrivo di Emma Swan, una 28enne di Boston cresciuta orfana e reperita da Henry Mills, suo figlio dato in adozione 10 anni prima e ora in affidamento al sindaco di Storybrooke, Regina Mills (la Regina Cattiva). Il ragazzino, inoltre, afferma di sapere dove e chi siano i suoi genitori: sono a Storybrooke, in quanto sono Biancaneve e il Principe Azzurro, i quali, per il bene dei loro amici, la mandarono nel mondo senza magia, poco prima dell'arrivo del Sortilegio, in modo tale che potesse rompere il Sortilegio Oscuro nel ruolo di Salvatrice. Sin da subito, tra Emma e Regina non scorre buon sangue, dato che entrambe si contendono l'amore di Henry, il che è motivo di innumerevoli liti; sebbene Emma non creda alle parole di Henry sull'esistenza del Sortilegio Oscuro, decide di restare in città e conosce la dolce Mary Margaret Blanchard (Biancaneve), l'avvenente David Nolan (il Principe Azzurro/James), con il quale Mary Margaret incomincia una relazione clandestina, il tenebroso signor Gold (Tremotino/il Signore Oscuro), il vero artefice del Sortilegio, scatenato affinché potesse rintracciare il figlio Baelfire nel mondo senza magia e una misteriosa figura di nome August Booth (Pinocchio, scampato anche lui al Sortilegio, con il compito di vegliare su Emma). A mano a mano, Emma restituisce il lieto fine a ogni cittadino di Storybrooke, tanto da essere nominata nuovo sceriffo in seguito alla prematura morte del precedente, Graham (il Cacciatore), in realtà provocata da Regina in modo da non fargli ricordare la sua vita passata. A un certo punto, la scomparsa della moglie di David, Kathryn (la Principessa Abigail) muove delle inquietudini in città e le prove sembrano incriminare proprio Mary Margaret, ma grazie alla determinazione di Emma, si scopre che il tutto era stato orchestrato da Regina, perciò la Salvatrice le dichiara guerra. Continuando a non venir ascoltato da Emma, Henry mangia un dolce avvelenato da Regina, in realtà indirizzato alla Swan, che lo fa cadere in un sonno profondo. Finalmente, toccando con convinzione il libro di favole C'era una volta di Henry, Emma comprende la sua identità e bacia il piccolo con il Bacio del Vero Amore per risvegliarlo dal coma e infrangere il Sortilegio Oscuro; nel contempo, però, Gold fa sbarcare nuovamente la magia a Storybrooke con un filtro di Vero Amore ricavato dal legame tra Biancaneve e James dopo aver scoperto che la sua amata Belle è stata imprigionata da Regina per tutta la durata del maleficio e fatta passare per suicida.

### Seconda stagione
La rottura del Sortilegio Oscuro fa recuperare la memoria ai cittadini di Storybrooke, che possono riabbracciarsi felicemente, ma ciononostante persiste un incantesimo sul confine cittadino che farà ripiombare di nuovo chiunque lo oltrepassi sotto l'influsso della maledizione. Per colpa di un incidente con uno Spettro evocato da Gold per vendicarsi di Regina in merito alla faccenda di Belle, Emma e Mary Margaret vengono nella Foresta Incantata (luogo originario della maggior parte dei personaggi fiabeschi) dove si scopre che un'area è scampata inspiegabilmente al Sortilegio Oscuro di Regina. Qui, le due devono affrontare Cora (la Regina di Cuori), madre di Regina, desiderosa di andare a Storybrooke per ricucire i legami con la figlia nonché artefice della barriera magica che ha salvato quella parte di Foresta Incantata, e Capitan Uncino, sanguinario pirata acerrimo nemico di Tremotino, ansioso di fare giustizia per Milah, sua amante ed ex moglie del Signore Oscuro da lui uccisa. Emma e Mary Margaret fanno ritorno a Storybrooke grazie anche all'aiuto della buona Principessa Aurora e della valorosa guerriera Mulan, così come Cora e Uncino. Nel frattempo, Regina cerca in tutti i modi di redimersi agli occhi degli abitanti ma soprattutto a quelli di Henry, mentre Gold, fornito di una pozione con cui eludere l'incantesimo del confine, decide di partire per New York alla ricerca di suo figlio Baelfire. Nel suo viaggio, Gold viene accompagnato da Emma e Henry, ma prima di andarsene assiste alla vendetta di Uncino, che spinge Belle a varcare il confine cittadino facendole perdere i ricordi. Regina, Cora e Uncino si alleano per la loro supremazia, intanto che Emma, Gold e Henry scoprono che il figlio del Signore Oscuro è Neal Cassidy, vecchia fiamma di Emma e padre biologico di Henry. I quattro raggiungono poi Storybrooke, dove arriverà anche Tamara, fidanzata di Neal la cui volontà nascosta è di distruggere la magia dalla Terra insieme a Greg Mendell, un uomo che da piccolo ha avuto un burrascoso trascorso con Regina durante i primi giorni di Storybrooke. Successivamente, Mary Margaret uccide Cora e Regina risveglia la memoria di Belle, ma con ricordi falsi; infine, Greg e Tamara, pur smascherati, riescono a sfuggire dalle grinfie degli eroi attraversando un portale con Henry come ostaggio; tuttavia, durante uno scontro, Neal finisce risucchiato da un portale e atterra nella Foresta Incantata, anche se verrà ritenuto morto. Emma, Mary Margaret, David, Regina, Gold ed il nuovo membro della squadra Uncino partono al salvataggio di Henry, mentre Belle viene incaricata di restare a Storybrooke per proteggere la città. Il gruppo salpa sulla Jolly Roger, la nave di Uncino, alla volta del luogo in cui si sono diretti Greg, Tamara e Henry: l'Isola che non c'è.

### Terza stagione
Il gruppo formato da Emma, Mary Margaret, David, Regina, Gold e Uncino approda sull'Isola che non c'è, comandata dal malevolo Peter Pan e dai suoi tirapiedi, i Bimbi Sperduti. Frattanto, si viene a scoprire della parentela che sussiste tra Gold e Peter Pan: il primo è figlio di Pan, che rinunciò alle sue responsabilità di adulto abbandonando Tremotino per essere eternamente giovane e regnare sull'Isola che non c'è, ma ormai il suo tempo sta scadendo e, per alimentare la sua magia e diventare immortale, necessita del cuore del Vero Credente: Henry, discendente dalla Luce di Biancaneve e James, e dalla Oscurità di Tremotino e Pan. Gli eroi, ritrovato Neal, sventano i folli piani di Peter di impossessarsi del cuore di Henry e lo rinchiudono nel Vaso di Pandora. Purtroppo, Peter ha scambiato all'ultimo momento la sua anima con quella di Henry, così, una volta a Storybrooke, imposta la creazione di un nuovo Sortilegio Oscuro con cui progettare un'altra Isola che non c'è; fortunatamente il sacrificio di Gold elimina il padre una volta per tutte, ma Regina si vede obbligata ad annullare gli effetti del Sortilegio Oscuro originale per invertire l'avanzata della maledizione di Pan, quindi Storybrooke svanisce nel nulla e gli abitanti ritornano nella Foresta Incantata, a eccezione di Emma e Henry, a cui Regina conferisce dei falsi ricordi di una vita passata insieme senza aver mai conosciuto nessuno di loro.
Un anno dopo, Uncino bussa alla porta dell'appartamento a New York di Emma e Henry, e fa bere alla donna un infuso della memoria per farle ricordare il suo passato; Uncino scorta Emma e Henry, quest'ultimo ancora dimenticante, a Storybrooke, rigenerata da un altro Sortilegio Oscuro che ha rimosso i ricordi dell'ultimo anno passato nella Foresta Incantata. Mary Margaret, infatti, è in un progressivo stato di gravidanza, e gli eroi, dopo un'accurata indagine, scoprono che la maledizione è stata lanciata proprio da Biancaneve e James per rientrare a Storybrooke e far debellare a Emma una nuova minaccia: Zelena, la Perfida Strega dell'Ovest; questi si rivela essere nientemeno che la sorellastra di Regina, primogenita di Cora, che la diede via per rincorrere la strada del successo e del potere, perciò Zelena vuole vendicarsi viaggiando indietro nel tempo e proibire a Cora di abbandonarla; per non venire intralciata nel mondo senza magia, la strega ha contaminato il sortilegio con una pozione dell'oblio. Zelena, col Pugnale del Signore Oscuro, tiene sotto scacco Gold (riportato in vita nella Foresta Incantata da Belle e Baelfire, la cui anima però fu barattata per la resuscitazione del padre, il quale decise di assorbire il figlio dentro di sé in un disperato atto per salvarlo da morte incombente. Tuttavia, Emma separa Neal da Gold per volontà del ragazzo, che dunque muore da eroe). Zelena prepara gli ingredienti per l'Incantesimo Temporale, ma la donna viene fermata giusto in tempo da Regina, che oltretutto spezza il Sortilegio Oscuro dando a Henry il Bacio del Vero Amore, risvegliando le memorie del bambino. In suo onore, Mary Margaret e David chiamano il loro infante proprio come Neal, mentre Gold, dopo aver sposato Belle, uccide nascostamente Zelena per glorificare il figlio, ma la sua morte innesca il portale del tempo, nel quale vengono trascinati accidentalmente Emma e Uncino. I due rimediano ai propri errori commessi per sbaglio nel passato della Foresta Incantata, e ritornano a Storybrooke assieme a una prigioniera della Regina Cattiva, che si scoprirà essere la moglie di Robin Hood, col quale Regina aveva intrapreso una relazione seria. Inoltre, dal passato, è stata trasportata anche un'urna magica che sprigiona una donna dai poteri di ghiaccio: la Regina Elsa di Arendelle.

### Quarta stagione
Elsa raggiunge Storybrooke e innalza una gigantesca muraglia di ghiaccio attorno al confine per non far entrare o uscire nessuno fino a quando non avrà ritrovato sua sorella Anna, scomparsa durante una spedizione nella Foresta Incantata per far luce sulla morte dei loro genitori; tuttavia, il vero nemico non è Elsa, bensì la sua misteriosa zia Ingrid, la Regina delle Nevi, che nasconde un passato complicato: Ingrid possiede gli stessi poteri glaciali di Elsa, che però l'hanno condotta sulla via della disperazione e della sofferenza, visto che è stata rinchiusa nella medesima urna in cui era intrappolata Elsa dopo aver inavvertitamente ucciso l'altra sua sorella Helga; l'obiettivo di Ingrid, desiderosa di avere una famiglia che la ami per la sua natura, è quello di costruire una sorellanza con Elsa, sua nipote, ed Emma, la quale, così come Ingrid ed Elsa, porta con sé il peso della magia. Infatti, Emma comincia a manifestare dello squilibrio nei suoi poteri di Salvatrice, perciò Gold ne approfitta per cercare di assorbire la sua magia e liberarsi dal comando del Pugnale dell'Oscuro. Alla fine, Emma accetta i suoi poteri grazie a Elsa e li usa per contrastare Ingrid, che in tutto ciò getta la Maledizione degli Sguardi Infranti su Storybrooke affinché gli abitanti si uccidano a vicenda sino a restare da sola con Emma ed Elsa. Leggendo una commovente lettera di Gerda, sua sorella e madre di Elsa e Anna, in cui si scusa per averle fatto del male, Ingrid comprende delle sue azioni e si autodistrugge per infrangere l'incantesimo e salvare Storybrooke. Elsa, Anna e Kristoff, così, si rimpatriano ad Arendelle, e nel frattempo Belle caccia definitivamente Gold da Storybrooke in modo che non possa più averlo vicino, non dopo aver appreso delle malefatte del marito.
Gold, però, si allea con le Regine delle Tenebre, il trio formato da Malefica, Ursula e Crudelia De Mon, per ritornare a Storybrooke e cercare l'Autore di C'era una volta così da farsi scrivere dei liti fine per far vincere i cattivi e perdere i buoni. L'Autore viene rinvenuto all'interno di una pagina del suo stesso libro come punizione da parte dello Stregone e dell'Apprendista per aver alterato delle vicende capitate nella Foresta Incantata che involgono Biancaneve, James e Malefica. Più tardi, Malefica incontra sua figlia Lily, mentre Ursula fa la pace col padre Poseidone e Crudelia viene uccisa da Emma stessa. Proprio quando tutto sembra andare per il verso giusto, Marian, moglie di Robin, si rivela per chi è davvero: Zelena, in verità mai morta e ritornata per vendicarsi della felicità di Regina, difatti la Perfida Strega viene messa incinta da un Robin totalmente ignaro. L'Autore, purtroppo, su ordine di Gold, scrive un libro dal titolo "Eroi e Cattivi", dove intrappola tutti gli abitanti della Foresta Incantata in una sorta di universo parallelo in cui i loro ruoli sono sovvertiti. Henry riesce a risolvere la situazione e viene proclamato nuovo Autore. L'Apprendista estirpa poi da Gold la sua Oscurità per salvarlo da morte certa, ma il flusso maligno prende possesso di Emma che sparisce nel nulla, lasciandosi dietro solamente il Pugnale dell'Oscuro, sul quale è ora inciso il suo nome.

### Quinta stagione
Emma Swan è la nuova Signora Oscura. Sebbene si siano recati tutti a Camelot per ritrovare lo Stregone, Merlino, improvvisamente gli eroi ritornano a Stroybrooke con la memoria cancellata e con Emma divenuta definitivamente Signora Oscura. Si scopre che Merlino era stato salvato ed era pronto a liberare Emma dall'Oscurità con la spada Excalibur, la cui punta è proprio il Pugnale Oscuro. Tuttavia, per colpa di Re Artù, in combutta con Zelena per ottenere il potere della spada, Emma decide di tramutare Uncino in un nuovo Signore Oscuro per renderlo immortale. Egli non resisterà all'Oscurità e desidererà la vendetta che aspettava da tutta la vita contro Tremotino. Dopo aver ucciso Merlino pur di tornare a Storybrooke, Emma capisce che la migliore strategia è di far dimenticare gli avvenimenti a tutti, per poi eliminare l'Oscurità imprigionandola dentro una vittima, Zelena, e uccidendola. Fallito il piano, Uncino ricorda di essere un Signore Oscuro e, aprendo un portale dall'aldilà, chiama a raccolta tutti i Signori Oscuri passati. Quando i Signori Oscuri decidono di rimanere in vita spedendo diversi abitanti di Storybrooke negli Inferi, Uncino, pentitosi, decide di imprigionarli in Excalibur e farsi uccidere, affinché l'Oscurità sia sconfitta una volta per tutte. Dopo la sua morte anche Emma torna normale, ma scopre che in realtà il signor Gold aveva incantato la spada affinché trasferisse l'Oscurità in lui, ridiventando Signore Oscuro come lo era stato tempo addietro. Emma minaccia di raccontare la verità a Belle se lui non l'aiuterà ad aprire un portale per l'Oltretomba che utilizzerà per salvare Uncino.
Emma, Mary Margaret, David, Regina, Robin Hood, Henry e il signor Gold giungono nell'Oltretomba, una sorta di Limbo dalle sembianze di Storybrooke dove si trovano le anime con questioni in sospeso. Tuttavia, Neal, in un sogno, consiglia a Emma di desistere dall'impresa, stessa richiesta che Cora presenta alla figlia Regina. Cora in realtà obbedisce agli ordini di Ade, dio dell'Oltretomba, ma alla fine passerà oltre dopo aver riunito le figlie. Il gruppo deciderà di aiutare le restanti anime a risolvere le loro questioni in sospeso, scatenando così l'ira di Ade che invece cerca di accumulare più anime possibili nel suo regno, comprese le donne del gruppo: Emma, Regina e Mary Margaret (queste, secondo Ade, devono prendere il posto di Henry Senior, Hercules e Megara). Si scopre poi, attraverso un incontro con Ade, che Tremotino aveva fatto da giovane un accordo in cui era disposto a sacrificare il suo secondogenito; Belle adesso è incinta e Ade è in possesso di tale contratto, dunque Gold deve lavorare per lui. Il gruppo riesce finalmente a recuperare Killian e insieme cercano il libro delle fiabe per conoscere la storia di Ade; quest'ultimo riesce a ottenere le pagine della sua storia prima di loro, e si viene a sapere che del suo passato fa parte anche Zelena. Mentre Killian rimane intrappolato nell'Oltretomba gli eroi, insieme a Ade, tornano a Storybrooke. Ade, giunto in città, uccide Re Artù per poi rivelare a Zelena che vuole conquistare Storybrooke e dominare questo regno e renderlo esattamente a sua immagine e somiglianza. Belle nel frattempo rimane rinchiusa nel Vaso di Pandora, vittima dell'Incantesimo del Sonno; nell'Oltretomba si viene a sapere che lei aspetta un figlio da Tremotino e crede che lui sia la persona che trasformerà l'Oscurità in Luce. Ade per controllare la città rivela a Zelena il suo più grande segreto: il Cristallo dell'Olimpo, oggetto magico molto potente che appartiene a Zeus. Regina e Robin tentano di recuperare la bambina figlia del ladro, ma nel tentativo di farlo Ade uccide Robin. Il Dio degli Inferi a sua volta viene ucciso da Zelena, la quale sceglie la sorella piuttosto che una vita fatta di oscurità. Durante il funerale di Robin, Zelena per onorarlo mette il nome dell'uomo a sua figlia. Gli eroi scoprono che esiste un altro regno, quello delle "Storie mai raccontate". Qui hanno l'occasione di incontrare Dr. Jekyll e Mr. Hyde, il quale vuole trasformare in eroi tutti coloro che sono stati dimenticati dal mondo delle fiabe. Inoltre, grazie alla pozione di Jekyll, Regina ha l'occasione di separarsi definitivamente dalla sua parte malvagia, creando una doppia sé stessa; Emma incatena la Regina Cattiva e quest'ultima viene uccisa da Regina. Tornati a Storybrooke Regina restituisce la magia alla città, ma scopre che anche Mr. Hyde è arrivato in città e che ora la medesima è sua, grazie a un accordo con Tremotino per spezzare la maledizione del sonno.

### Sesta stagione
Proprio quando sembra che Storybrooke possa godersi un po' di pace, la città viene ancora una volta minacciata da forze oscure. Il malevolo Mr. Hyde è stato separato dal dottor Jekyll e ha portato con sé i suoi compagni, gli abitanti della Terra delle storie mai raccontate, per creare disordine a Storybrooke. A peggiorare le cose c'è la metà oscura di Regina, la Regina Cattiva, che è ancora viva nonostante il suo cuore sia stato schiacciato: ha dunque dichiarato guerra agli eroi promettendo di metterli uno contro l'altro. Nel frattempo, il passato di un precedente Salvatore, Aladdin, diventa un nuovo fattore nel ruolo di Emma come attuale Salvatrice, dato che essa è in procinto di essere spinta ai limiti, che la potrebbero portare a un futuro senza lieto fine. Nel frattempo, Gold cerca di riconquistare Belle in modo che possano essere una famiglia per il loro futuro bambino. In seguito, Belle dà alla luce suo figlio, ma per proteggerlo da Tremotino decide di abbandonarlo e di metterlo al sicuro con Fata Turchina come Fata Madrina del suo piccolo. La Regina Cattiva maledice Biancaneve e David scagliando una particolare maledizione del sonno sul loro cuore condiviso, mentre le vicende riguardanti la sparizione di Agrabah al tempo (buongiorno) precedente il primo sortilegio, e ciò che è successo a Jafar dopo che è stato rinchiuso nella lampada da Alice, Cyrus e Will Scarlett, cominciano a riemergere quando Jasmine, arrivata dalla Terra delle storie mai raccontate, ritrova Aladdin a Storybrooke. Intanto, una misteriosa entità, la Fata Nera, rapisce Gedeone, il figlio appena nato di Gold e Belle, complicando ulteriormente le cose. Dopo che la Regina Cattiva, impossessatasi della lampada grazie alla quale Aladdin è diventato un genio, spedisce Emma, seguita da Regina, in un nuovo mondo appena creatosi dove il primo sortilegio non è mai stato scagliato e tutti i personaggi, Emma compresa, sono l'ombra di sé stessi, queste incontrano un Robin Hood profondamente diverso, che segue le due a Storybrooke. Al loro ritorno, Gedeone è tornato cresciuto di 28 anni, e si rivela essere colui che nelle visioni di Emma la uccideva. Gli eventi di conseguenza precipitano fino all'arrivo in città della Fata Nera, la madre di Tremotino, colei che ha creato il Sortilegio Oscuro e inventato l'uso dell'Oscurità attraverso la Magia Nera, e che sta controllando Gedeone attraverso il suo cuore. Lo scontro tra luce e oscurità porta infine alla Battaglia Finale, l'ultimo evento del libro delle fiabe, che fu inoltre profetizzato da Tremotino all'alba del primo sortilegio. Grazie agli sforzi congiunti di Emma (la luce) e Tremotino (l’oscurità) la Battaglia Finale viene vinta e tutti sono pronti a iniziare una nuova vita con i propri "Lieti inizi", chiudendo così la storia iniziata con l'arrivo di Emma a Storybrooke sei anni prima. Molti anni dopo, però, una nuova avventura è pronta a iniziare, quando a Seattle alla porta di un Henry ormai adulto bussa una bambina di nome Lucy, sua figlia.

### Settima stagione
Diversi anni dopo la Battaglia Finale, nel quartiere di Hyperion Heights a Seattle, la piccola Lucy arriva con il suo libro "C'era una volta" per trovare il proprio padre, Henry Mills, che è l'autore del libro. Ella tenta di convincerlo che le vicende narrate nel libro sono vere, e che lei è sua figlia, ma l'uomo non si ricorda di lei e sostiene che le storie del libro siano una sua invenzione; inoltre è convinto che sua moglie e sua figlia siano morte. Alcuni abitanti di Hyperion Heights sono in realtà abitanti della Foresta Magica (un nuovo regno diverso dalla Foresta Incantata) che sono stati portati lì da un'altra Maledizione Oscura. Tra questi c'è la madre di Lucy, Jacinda, che in realtà è la Cenerentola della Foresta Magica, e Sabine che nella Foresta Magica è Tiana, migliore amica e coinquilina di Jacinda. La donna d'affari Victoria Belfrey/Lady Tremaine, matrigna di Cenerentola, progetta di conquistare Hyperion Heights e far rivivere sua figlia Anastasia, anche se l'altra figlia di Victoria, Ivy/Genoveffa, ha un piano tutto suo. Regina adesso è una barista di nome Roni, Tremotino/Signor Gold adesso è il detective Weaver, e Capitan Uncino proveniente da una realtà alternativa, il Regno creato dal Desiderio, adesso è chiamato detective Rogers. Nessuno di loro ricorda alcunché della propria vita passata. Attraverso dei flashback si viene a sapere che la matrigna di Cenerentola non è altri che la famosa Rapunzel, che venne rinchiusa per anni in una torre dalla perfida strega Gothel, che la strappò al marito e alle figlie. In seguito, Rapunzel riuscì a fuggire dalla torre e a rinchiudervi Gothel, ma quando riuscì a ritrovare la sua famiglia scoprì che il marito, credendola morta, aveva sposato un'altra donna e ne aveva adottato la figlia, Cenerentola. Per liberarsi della rivale, Rapunzel lanciò sulla madre di Cenerentola la Maledizione del Cuore Avvelenato, iniziando il suo percorso verso l'oscurità. Successivamente la figlia maggiore di Rapunzel, Anastasia, morì per salvare la vita di Cenerentola. Victoria a Hyperion Heights riesce a risvegliare la figlia, ma questo costerà a Lucy lo stesso destino di Anastasia. Nel frattempo, Regina, minacciata da Genoveffa, decide di obbedire alla ragazza e separare suo figlio Henry da Cenerentola. Inoltre, si viene a sapere che questa Nuova Maledizione, impossibile da spezzare, è stata scagliata da Genoveffa e non da Lady Tremaine. A Hyperion Heights c'è anche una nuova minaccia, ossia Gothel tornata in libertà grazie al Detective Rogers (Uncino), il quale la crede erroneamente una ragazza chiamata Eloise Gardener, mentre Weaver riesce a riavere indietro la sua memoria grazie all'aiuto di Alice. Nella Foresta Magica si scopre che Gothel ha creato una congrega di otto streghe, la quale è riuscita a spezzare sia la maledizione del sangue che teneva prigioniera Genoveffa e sia anche a lanciare la Maledizione nonostante abbiano dovuto ricattare Regina utilizzando come merce di scambio la vita di Henry (infatti, se la maledizione non fosse stata lanciata, lui sarebbe morto). A Hyperion Heights, Victoria dopo tanti anni è riuscita a risvegliare Anastasia anche se ciò è costato caro alla piccola Lucy, infatti lei ora è caduta in un sonno profondo; Tremotino sospetta che Anastasia possa essere il Guardiano e che sia l'unica abbastanza potente da poter spezzare la maledizione del pugnale e renderlo mortale, ma la magia instabile della ragazza viene percepita anche da Gothel la quale è riuscita ad ingannare una Genoveffa ambiziosa. Regina riesce a ritrovare sua sorella Zelena, che ora, a causa della sua maledizione, è una persona di nome Kelly e sta per sposarsi, convincendola ad aiutarla a fermare Gothel e spezzare la maledizione anche se ciò porterà alla morte di Henry. Gothel però riesce a mettere le mani su Anastasia e rivela alla ragazza che vuole il suo aiuto per ripristinare la Congrega delle Otto streghe, tradendo quindi Genoveffa e rinchiudendola in un pozzo insieme alla madre Victoria.
Dopo la sconfitta di Gothel, il Tremotino del Regno creato dal Desiderio raggiunge Hyperion Heights con l'intento di prendere il potere del Tremotino della Foresta Incantata e distruggere a tutti il lieto fine. Il suo piano viene però sventato quando il Tremotino originale si sacrifica uccidendo sia sé stesso che il suo doppio del Regno creato dal Desiderio, riuscendo inoltre a ricongiungersi con Belle nell'Aldilà. Regina infine capisce che l'unico modo di far stare insieme tutti i reami, soprattutto in seguito al sortilegio di Gothel che li aveva spediti indietro nel tempo, è quello di lanciare un ultimo sortilegio, stavolta non sacrificando il cuore della persona più cara, ma unendo un pezzettino del cuore di tutti. Anni dopo, tutti i reami delle fiabe sono stati riuniti a Storybrooke, nel presente dell'Henry adulto, e hanno formato i Reami Uniti. Regina viene scortata in macchina da Zelena e l'Henry adulto, dove rivela che infine Malefica ha trovato il padre di Lily, Zorro. Al castello di Biancaneve e del Principe Azzurro, dove tutto ebbe inizio con il loro matrimonio, Regina viene incoronata da tutti i personaggi delle fiabe, compresi i doppi creati con il Regno creato dal Desiderio, Regina dei Reami Uniti, ricevendo l'appellativo di "Regina Buona". Emma, insieme all'Uncino della Foresta Incantata e la loro figlia Hope, arriva poco prima dell'incoronazione. Così, il cerchio si chiude come era iniziato, con un evento al castello di Biancaneve e una persona arrivata in ritardo ad assistervi.

## Episodi
| Stagione         | Episodi | Prima TV USA | Prima TV Italia |
| ---------------- | ------- | ------------ | --------------- |
| Prima stagione   | 22      | 2011-2012    | 2011-2012       |
| Seconda stagione | 22      | 2012-2013    | 2012-2013       |
| Terza stagione   | 22      | 2013-2014    | 2014            |
| Quarta stagione  | 22      | 2014-2015    | 2015            |
| Quinta stagione  | 23      | 2015-2016    | 2016            |
| Sesta stagione   | 22      | 2016-2017    | 2016-2017       |
| Settima stagione | 22      | 2017-2018    | 2017-2018       |

## Personaggi e interpreti

### Cast principale
- Emma Swan (stagioni 1-6, guest stagione 7), interpretata da Mckenna Grace (bambina), Abby Ross (giovane) e Jennifer Morrison (adulta), doppiata da Sara Tesei (bambina), Emanuela Ionica (giovane) e Stella Musy (adulta).
- Regina (stagioni 1-7), interpretata da Ava Acres (bambina) e Lana Parrilla (adulta), doppiata da Luna Iansante (bambina) e Laura Romano (adulta).
- Biancaneve (stagioni 1-6, guest stagione 7), interpretata da Bailee Madison (bambina) e Ginnifer Goodwin (adulta), doppiata da Sara Labidi (bambina) e Valentina Mari (adulta).
- Principe David / James (stagioni 1-6, guest stagione 7), interpretato da Josh Dallas, doppiato da David Chevalier.
- Henry Daniel Mills (stagioni 1-7), interpretato da Jared S. Gilmore (stagioni 1-6, ricorrente stagione 7 versione giovane)[1] e da Andrew J. West (guest stagione 6, stagione 7 versione adulto)[2], doppiato da Francesco Ferri (giovane), e da Luca Mannocci (adulto).
- Tremotino (stagioni 1-7), interpretato da Wyatt Oleff (bambino) Robert Carlyle (adulto), doppiato da Lorenzo D'Agata (bambino) Alberto Bognanni (adulto).
- Grillo Parlante (stagione 1; ricorrente stagioni 2-3, 6; guest stagioni 4, 7), interpretato da Raphael Sbarge, doppiato da Edoardo Stoppacciaro.
- Cacciatore (stagione 1, guest stagione 2), interpretato da Jamie Dornan, doppiato da Nanni Baldini.
- Pinocchio (stagione 1; guest stagione 2, 7; ricorrente stagioni 4, 6), interpretato da Jakob Davies (bambino) Eion Bailey (adulto), doppiato da Alessandro Carloni e Lorenzo D'Agata (bambino), Riccardo Niseem Onorato (stagioni 1-2, 4 adulto) e Roberto Gammino (stagione 6 adulto).
- Cappuccetto Rosso (stagione 2, ricorrente stagioni 1, 3, 5) interpretata da Meghan Ory, doppiata da Chiara Gioncardi.
- Belle (guest stagioni 1, 7; stagioni 2-6), interpretata da Emilie de Ravin, doppiata da Domitilla D'Amico.
- Capitan Uncino (stagioni 2-6, guest stagione 7) / Capitan Uncino Desiderio/Detective Rogers (guest stagione 6, stagione 7), interpretati da Colin O'Donoghue, doppiato da Francesco Pezzulli.
- Baelfire (ricorrente stagioni 1-2, stagione 3, guest stagioni 5-6), interpretato da Dylan Schmid (giovane), Brandon Spink (giovane), Dean Petriw (bambino), Michael Raymond-James (adulto), doppiato da Federico Bebi (giovane) Christian Iansante (adulto).
- Robin Hood (guest stagioni 2, 7; ricorrente stagioni 3-4, 6; stagione 5), interpretato da Tom Ellis (stagione 2) e da Sean Maguire (stagioni 3-7), doppiato da Francesco Bulckaen.
- Will Scarlet (stagione 4), interpretato da Michael Socha, doppiato da Simone Crisari.
- Malvagia Strega dell'Ovest (ricorrente stagioni 3-4, 7; stagioni 5-6), interpretata da Isabella Blake-Thomas (bambina) Rebecca Mader (adulta), doppiata da Isabella Benassi (bambina), Barbara De Bortoli (adulta).
- Lucy Mills (guest stagione 6, stagione 7), interpretata da Alison Fernandez, doppiata da Chiara Fabiano.
- Cenerentola (stagione 7), interpretata da Dania Ramírez, doppiata da Ilaria Latini.
- Rapunzel (stagione 7), interpretata da Gabrielle Anwar (adulta), Meegan Warner (giovane), doppiata da Benedetta Degli Innocenti (giovane), Claudia Razzi (adulta).
- Tiana (stagione 7), interpretata da Mekia Cox, doppiata da Emanuela Damasio.

## Produzione

### Ideazione
Adam Horowitz e Edward Kitsis avevano concepito la serie sette anni prima di unirsi allo staff di sceneggiatori di Lost, ma hanno voluto attendere la fine della serie per poter concentrarsi poi sul nuovo progetto.
Otto anni prima che l'episodio pilota di C'era una volta andasse in onda (i due avevano appena completato il lavoro su Felicity, nel 2002), Kitsis e Horowitz furono ispirati a raccontare le favole per amore del «mistero e dell'emozione nell'esplorare tanti mondi diversi». Presentarono l'idea ai network, ma fu rifiutata a causa della sua natura fantasiosa. Dall'esperienza di Lost i due impararono a guardare alla storia secondo un diverso punto di vista, cioè che «i personaggi devono prevalere sulla mitologia»; hanno spiegato: 
Nonostante i paragoni e le similitudini con Lost, gli autori volevano rendere i due show molto diversi. Secondo loro, Lost riguardava la redenzione, mentre C'era una volta riguarda la speranza. Nel maggio del 2011 Jane Espenson e Liz Tigelaar si sono unite alla realizzazione della serie, rispettivamente come co-produttore esecutivo e produttore consulente. Damon Lindelof ha lavorato come consulente per l'episodio pilota della serie. Kitsis ha descritto Lindelof come il «padrino» suo e di Horowitz, mentre Horowitz ha affermato che «il nome di Lindelof non è nella serie, ma in essa vi è il suo DNA», e che lui continuerà a dar loro consigli. I due ideatori hanno anche fatto notare di aver avuto dalla Disney il permesso di utilizzare i loro personaggi fiabeschi nella serie televisiva. Kitsis ha aggiunto: «potrei sbagliarmi, ma penso sia la prima volta che qualcuno ha mostrato Biancaneve con una spada, o incinta».
Per porre un distacco nella narrazione dalla storia già conosciuta dal pubblico, gli autori decisero di iniziare la puntata pilota partendo dalla fine della fiaba di Biancaneve. Furono enfatizzati i temi riguardanti famiglia e maternità, in contrasto con la focalizzazione sulla paternità presente in Lost. Kitsis e Horowitz hanno scelto di dipingere dei forti personaggi femminili, piuttosto che le classiche damigelle in pericolo. Horowitz sottolineò il loro desiderio di avvicinarsi ai diversi personaggi nello stesso modo, chiedendosi «come rendere vere queste icone, come possiamo raccontare la loro storia?»
L'episodio pilota è da intendersi come il "fulcro dell'intera serie". Kitsis confermò la presenza, in ogni episodio, di flashback tra entrambi i mondi, perché amavano «l'idea di saltellare tra l'uno e l'altro e dare informazioni su quello che ai personaggi mancava nelle loro vite». Il desiderio degli autori di presentare un "mash up" di diversi personaggi minori può essere visto in una scena del primo episodio, in cui è mostrato un concilio di guerra con presenti Geppetto, Pinocchio e Brontolo. Horowitz spiegò: «Una delle cose più divertenti per noi è stata pensare a come questi diversi personaggi tra loro potessero interagire in modi mai mostrati prima».
Le premesse della serie ricordano molto quelle della serie a fumetti Fables di Bill Willingham, di cui l'emittente ABC aveva comprato i diritti nel 2008, ma non le fece mai superare la fase della progettazione. Horowitz e Kitsis, dopo aver letto un paio di numeri di Fables, affermarono che le basi sono le stesse, ma le due serie raccontano una storia diversa.
Il 4 febbraio 2011 la ABC ha ordinato la produzione di un episodio pilota.

### Cast
Horowitz affermò che tutti gli attori che volevano scritturare per la serie, accettarono il ruolo loro offerto dopo aver letto il copione dell'episodio pilota. A Ginnifer Goodwin fu offerto il ruolo di Biancaneve, e l'attrice lo accettò rapidamente apprezzando il fatto di poter interpretare un forte personaggio rimodellato per il pubblico e avendo appena finito di recitare nella serie Big Love, quindi essendo alla ricerca di un nuovo progetto. Sia Kitsis che Horowitz hanno ammesso di essere dei grandi fan di Big Love, e di aver delineato il personaggio con lei in mente.
Josh Dallas, che interpreta il Principe azzurro, fu soddisfatto che gli autori presero alcune "licenze drammatiche" per il suo personaggio, credendo che il principe fosse diventato più reale. Ha spiegato: «"Principe Azzurro" sembra solo essere un nome. È anche un uomo che prova le stesse emozioni di ogni altro uomo. È un principe, ma un principe del popolo. Si sporca le mani. Ha un regno da governare. Ha una famiglia da proteggere. Prova un amore veramente epico per Biancaneve. È come chiunque altro. È umano».
Jennifer Morrison ottenne il ruolo di Emma Swan. L'attrice descrisse il suo personaggio come qualcuno che «aiuta questo ragazzino che sembra avere parecchi problemi mentali», e ha sottolineato il fatto che Emma non crede che esista un mondo delle fiabe. Jared S. Gilmore, di dieci anni, noto per aver recitato in Mad Men, ottenne il ruolo di suo figlio Henry.
Il ruolo della Regina Cattiva fu assegnato a Lana Parrilla. L'attrice descrisse il suo personaggio con queste parole: 
Il ruolo di Tremotino fu affidato a Robert Carlyle; il personaggio era stato ideato pensando fin dall'inizio a Carlyle, nonostante gli autori dubitassero di riuscire a ingaggiare l'attore. Horowitz definì la scena di Carlyle in prigione, registrata come primissima scena con l'attore, come «stupefacente [...] Potete riuscire a vedere Ginny sobbalzare realmente, la prima volta che ha interpretato il personaggio. È stato fantastico!» Gli autori offrirono il ruolo della Fata Turchina alla popstar Lady Gaga, ma il suo staff non rispose mai alla proposta.
Il 27 settembre 2011 i produttori hanno apportato alcune modifiche al cast, e Kristin Bauer van Straten ha sostituito Paula Marshall, scelta originariamente per il ruolo di Malefica nel giugno del 2011.
Per la seconda stagione, Meghan Ory come Cappuccetto Rosso,  Emilie de Ravin come Belle e Colin O'Donoghue come Capitan Uncino, sono stati aggiunti al cast principale.(EN) Nellie Andreeva, Meghan Ory Upped To Series Regular On ABC’s ‘Once Upon A Time’, in Deadline, 14 giugno 2012. URL consultato il 2 settembre 2012.</ref> Tra i personaggi che sono apparsi nella seconda stagione ci sono la Principessa Aurora, interpretata da Sarah Bolger, Mulan, interpretata da Jamie Chung, il Principe Filippo, interpretato da Julian Morris con quest'ultimo promosso a personaggio ricorrente ancor prima dell'effettiva comparsa nella serie. Per la terza stagione, Michael Raymond-James viene promosso a personaggio regolare nel ruolo di Neal Cassidy, mentre Meghan Ory non rimane un personaggio regolare a causa di impegni con altre programmazioni.
Per la quarta stagione entra nel cast Michael Socha, nel ruolo di Will Scarlet/il Fante di Cuori, dallo spin-off della serie, C'era una volta nel paese delle meraviglie, mentre gli autori decidono di eliminare Raymond-James dal cast regolare dopo aver deciso di uccidere il suo personaggio. 
Al cast vengono aggiunte anche Georgina Haig, Elizabeth Lail e Elizabeth Mitchell nei rispettivi ruoli di Elsa, Anna e la loro zia, Ingrid, che possiede un potere analogo a quello di Elsa, dal film Disney Frozen - Il regno di ghiaccio,

e Victoria Smurfit e Merrin Dungey nei panni di Crudelia de Mon e Ursula, la strega del mare,

che vanno a formare il trio delle regine dell'oscurità insieme a Malefica.

Nella quinta stagione, Rebecca Mader e Sean Maguire vengono promossi a personaggi regolari, nei ruoli, rispettivamente, di Zelena/la Perfida Strega dell'Ovest e Robin Hood, mentre Socha sparisce dal cast regolare. Anche Meghan Ory ritorna nel cast, con apparizioni ricorrenti dopo essere stata assente dal finale della terza stagione.
Prima del rinnovo per la settima stagione dello show, Jennifer Morrison annuncia di non essere più interessata a comparire nella serie, se fosse stata rinnovata, ma accettò a comparire per qualche episodio per concludere la storia di Emma. Poco dopo, anche Rebecca Mader, Ginnifer Goodwin, Josh Dallas, Jared Gilmore e Emilie de Ravin annunciarono di aver lasciato la serie, decidendo di non comparire oltre il finale della sesta stagione. Dopo l'abbandono del cast originale, rimangono solo tre degli attori principali precedenti: Robert Carlyle, Lana Parrilla e Colin O'Donoghue, ai quali si uniscono nel cast fisso, oltre a Andrew J. West e Alison Fernandez, anche altre due attrici, Dania Ramírez e Gabrielle Anwar. Tra le guest ci saranno Mekia Cox, Emma Booth, Rose Reynolds e Adelaide Kane, nei rispettivi panni di Tiana/Sabine, Madre Gothel/Eloise Gardened, Alice/Tilly e Genoveffa/Ivy Belfrey. La Cox ad agosto viene inserita nel cast principale della stagione. Inoltre vengono aggiunte Meegan Warner, Tiera Skovbye, Nathan Parson, e Yael Yurman, nei rispettivi panni della giovane Rapunzel Tremaine/Victoria Belfrey, Robin Hood, la figlia di Zelena, Jack/Nick, e Anastasia. Per il finale di stagione, fanno un'apparizione speciale Ginnifer Goodwin, Jared Gilmore, Josh Dallas e Jennifer Morrison.

### Sequenza d'apertura
A partire dal secondo episodio della serie, la sequenza d'apertura che appare al di sotto del titolo del telefilm contiene una creatura mitica, una persona o un oggetto di rilevanza nell'episodio.

### Riprese
Sebbene nel telefilm si dica che la cittadina di Storybrooke sia situata nel Maine, in realtà tutte le riprese sono state girate nel villaggio di Steveston, piccolo sobborgo a sud della città di Vancouver nella Columbia Britannica. Alcuni set, come l'interno del banco dei pegni del Signor Gold, furono ricostruiti all'interno di alcuni studios.

### Ambientazione

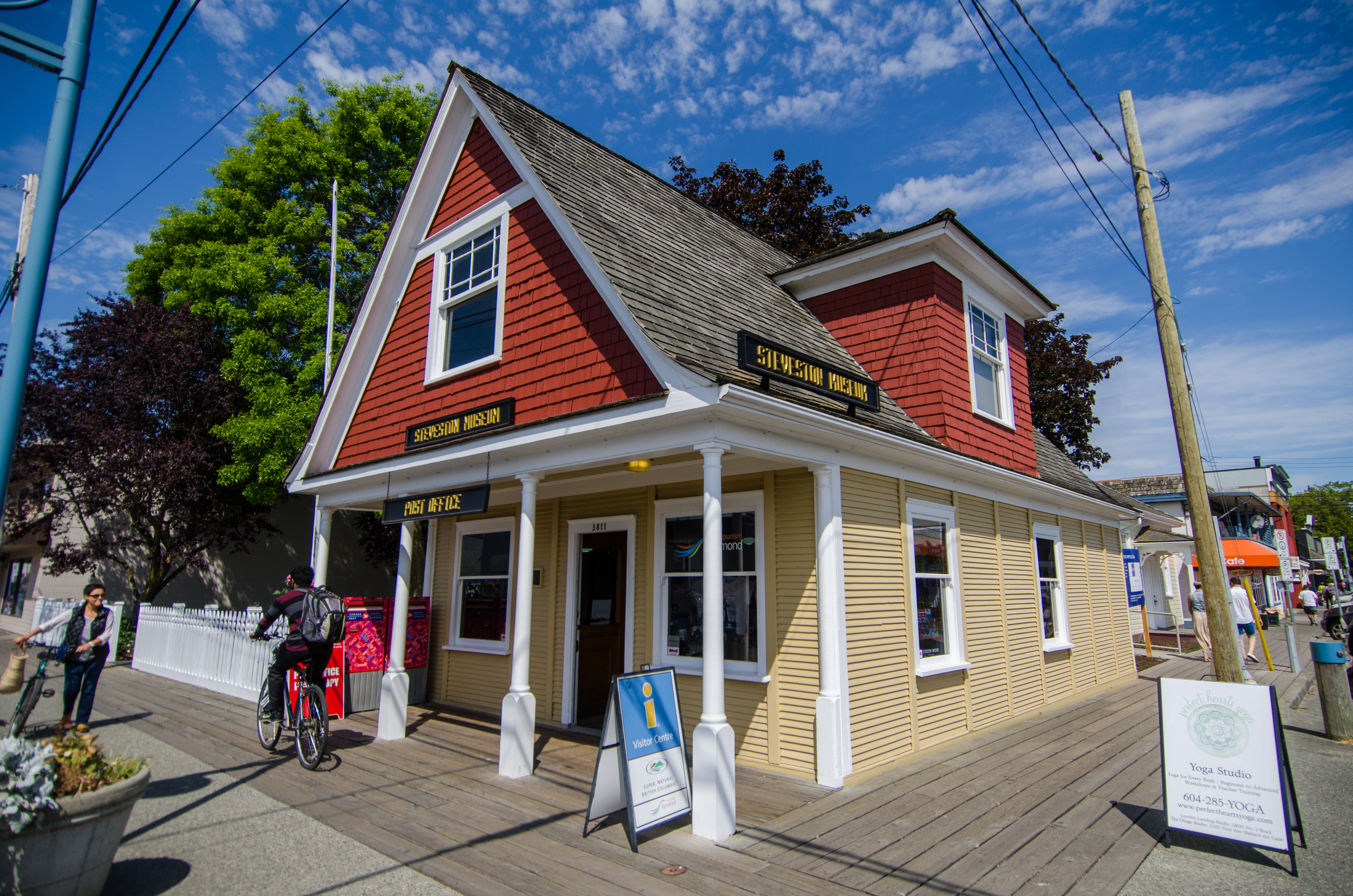
Una delle case usate per il set di Storybrooke

Nella prima stagione è stato mostrato come esistono diversi regni e terre al di là dei confini della Foresta Incantata, tra essi figurano quello governato inizialmente da Re Leopold ed ora dalla Regina Cattiva, la Montagna Proibita sotto il dominio di Malefica, il regno di Re Mida, il regno di Re George, il regno di Cenerentola ed uno governato dal padre di Belle. Nell'episodio Il frutto dell'albero avvelenato è stato rivelato che anche Agrabah è un regno facente parte di questa realtà, così come, nell'episodio L'outsider, un regno orientale, da cui proviene Mulan. Il mondo delle fiabe è stato inoltre colpito da una guerra, nota come le Guerre degli Orchi, che ha avuto diverse conseguenze per molti dei regni presenti.

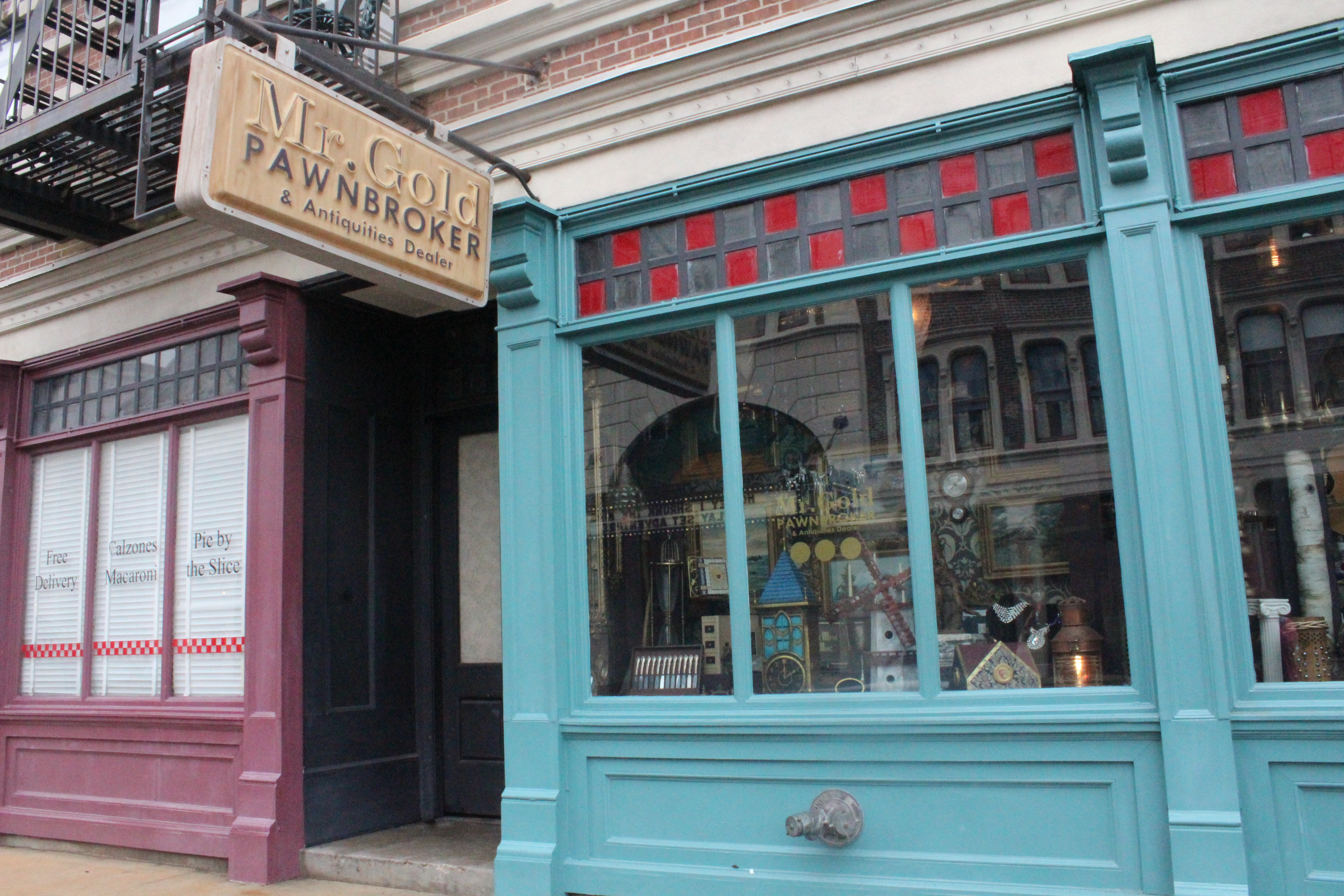
Il banco dei pegni del signor Gold nella ricostruzione di Storybrooke agli Hollywood Studios della Disney

Storybrooke (allusione in originale al termine inglese "storybook", ovvero "libro di favole") è descritta come una tipica cittadina del Maine sulle sponde dell'oceano. Nonostante sia "ferma nel tempo" (auto e fumetti vintage degli anni '80 nelle strade e nei negozi), nella cittadina sono presenti anche moderne tecnologie, come Internet e i televisori. È stato comunque ribadito in diversi episodi che i cittadini affetti dalla maledizione non possono oltrepassare i confini di Storybrooke. Un'eccezione ovvia è Henry, che riesce a lasciare la cittadina per cercare Emma a Boston nel primo episodio, poiché non è stato colpito dalla maledizione originaria.
Nell'episodio Il trucco del cappello viene mostrato per la prima volta il Paese delle Meraviglie, ripreso dal romanzo Le avventure di Alice nel Paese delle Meraviglie di Lewis Carroll, mentre nell'episodio Il dottore compare il castello di Victor Frankenstein, dal romanzo Frankenstein di Mary Shelley, svelando la presenza di altri mondi o universi. Viaggiare attraverso di essi è consentito anche grazie alla magia dei fagioli magici, coltivati dai giganti in un regno oltre le nuvole (raccontato nell'episodio Tallahassee) o al potere delle scarpette d'argento provenienti da Oz (menzionate nell'episodio Il dottore e mostrate per la prima volta nella terza stagione in Essere verdi non è facile).
Nel corso della seconda stagione viene rivelato che non tutta la Foresta Incantata è stata colpita dal sortilegio, come il regno della principessa Aurora, questo grazie ad un incantesimo protettivo lanciato da Cora. I sopravvissuti sono rimasti intrappolati nel tempo per ventotto anni e risvegliati dall'infrangersi del sortilegio hanno trovato riparo in un rifugio sicuro, inconsapevoli della sorte del resto della Foresta Incantata. Nel finale della seconda stagione, Greg Mendell e Tamara portano Henry sull'Isola che non c'è, dopo aver creato un portale con un fagiolo magico.
Nella terza stagione vengono approfonditi gli avvenimenti sull'Isola che non c'è e nel regno di Oz. Si fa inoltre conoscenza dei regni di Eric e di Rapunzel, nonché della Foresta di Sherwood. Nel viaggio tra i mondi prende parte anche quello reale nella Londra vittoriana dei primi anni del 1900.
Nella quarta stagione l'avventura si sposta anche nel regno di ghiaccio di Arendelle, direttamente dal film Frozen - Il regno di ghiaccio, e nell'episodio In bianco e nero nel mondo d'origine di Crudelia De Mon (una versione di Londra negli anni venti del XX secolo posta al di fuori del tempo). Nella quinta stagione vengono introdotti altri reami: il regno di Camelot con la corte di Re Artù, quello di DunBroch, tratto dal film Ribelle - The Brave, un regno ultraterreno degli inferi dove regna Ade, dal film Hercules, e la "Terra delle storie mai raccontate" da cui proviene il Dottor Jekyll/Mr. Hyde. Nella sesta stagione vengono mostrati la città di Agrabah di Aladdin, finora solamente nominata, il "Regno creato dal Desiderio" e il Paese dei balocchi.
Nella settima stagione l'ambientazione si sposta a Hyperion Heights, un quartiere di Seattle, dove una nuova maledizione immerge i personaggi provenienti da un reame alternativo, la Nuova Foresta Incantata, nel mondo reale. Ciò rende più complicato distinguere coloro che sono di fantasia e coloro che non, infatti gli abitanti, pur essendo in grado di andare e venire a loro piacimento, allo stesso tempo devono fare i conti con le conseguenze derivanti dalla maledizione. Alla fine della serie, tutti i reami vengono unificati a Storybrooke, con Regina come regnante.

## Guest star
Nel corso delle sette stagioni, tantissimi attori famosi hanno partecipato.
- Alan Dale, negli episodi 1×07 e 6×12
- Emma Caulfield, nell'episodio 1×09
- Amy Acker, nell'episodio 1×14
- Tom Ellis, nell'episodio 2×19
- Merrin Dungey, negli episodi 4×12-4×17
- Rose McIver, negli episodi 3×03-3×04-3×07 a 3×11-6×14
- Whoopi Goldberg, nell'episodio 5×07 e in C'era una volta nel Paese delle Meraviglie, nel ruolo della Signora Bianconiglio.

## Colonna sonora
Mark Isham ha composto la colonna sonora e le musiche della serie. Il 14 febbraio 2012 fu pubblicato dagli ABC Studios un EP contenente quattro brani. Il 1º maggio 2012 fu pubblicata la colonna sonora della prima stagione del telefilm, contenente venticinque brani e pubblicata con cinque copertine diverse, che presentano un primo piano di Biancaneve, del Principe azzurro, della Regina Cattiva, di Tremotino e di Emma Swan. La pubblicazione è avvenuta a opera della casa discografica Intrada Records:
1. Once Upon a Time Orchestral Suite – 4:13
2. Henry's Proposal – 1:17
3. The Queen's Curse – 2:46
4. Jiminy Cricket – 3:11
5. Dealing With Rumplestiltskin – 3:26
6. Belle's Story – 2:37
7. Dwarves – 2:45
8. The Huntsman – 4:31
9. Things Are Changing in Storybrooke – 1:47
10. Cinderella – 1:44
11. Wedding Dance – 1:21
12. Advising Ashley – 2:26
13. If The Shoe Fits – 1:35

1. Unhappy Endings – 3:46
2. Emma And Henry – 1:43
3. The Siren – 5:07
4. The Man with the Wooden Box – 1:11
5. Hope Will Return – 1:48
6. Rumplestiltskin in love – 2:19
7. The Genie's Whises – 1:58
8. The Road To True Love – 2:50
9. The Family Compass – 2:00
10. Burn The Witch – 2:34
11. What The Queen Loves Most – 2:30
12. The Clock Moves – 1:12

Durata totale: 55:23
Un anno dopo, il 13 agosto 2013, viene distribuita dalla Intrada Records la colonna sonora della seconda stagione, sempre composta da venticinque tracce:
1. Sleeping Beauty – 2:29
2. True Love – 4:45
3. Magic – 3:12
4. We Are Both – 1:41
5. Meet The Jefferson – 2:37
6. Ruby And Granny – 1:54
7. A Real Boy – 2:26
8. The Hedge Maze – 4:13
9. Regina's True Love – 2:29
10. Storybrooke Reunions – 2:12
11. The Duelist – 1:21
12. The Lady Jack – 0:45
13. In a Burning Room – 4:16

1. Tallahassee – 2:21
2. This Boy Will Be Your Undoing – 2:46
3. Science! – 1:23
4. To Neverland! – 1:58
5. Cora's Waltz – 2:19
6. Snow White in Black – 2:45
7. How Magic Is Made – 3:33
8. One Perfect Day After Another – 2:37
9. Bae and the Shadow – 2:45
10. Tamara Shows Her True Colors – 4:20
11. The Adventure Begins – 2:14
12. Main Title – 0:14

Durata totale: 58:55
Il 5 maggio 2017 è stata pubblicata la colonna sonora dell'episodio The Song In Your Heart, l'episodio musical della serie, in cui i personaggi si sono cimentati nel canto, colpiti da un incantesimo lanciato dalla Fata Turchina, pregata da Biancaneve, per proteggere la sua bambina. L'album, curato da Alan Zachary e Michael Weiner, e pubblicato in formato digitale, si compone di otto brani:
1. Powerful Magic (Ginnifer Goodwin, Josh Dallas) – 3:05
2. The Queen Sings (Lana Parrilla, Giancarlo Esposito, Lee Arenberg, Tony Amendola, Beverley Elliot, Ginnifer Goodwin, Josh Dallas) – 1:37
3. Love Doesn't Stand a Chance (Lana Parrilla, Giancarlo Esposito) – 2:02
4. Revenge Is Gonna Be Mine (Colin O'Donoghue) – 2:35
5. Wicked Always Wins (Rebecca Mader) – 3:12
6. Charmings vs. Evil Queen (Ginnifer Goodwin, Josh Dallas, Lana Parrilla)
7. Emma's Theme (Jennifer Morrison) – 2:28
8. A Happy Beginning (Jennifer Morrison, Colin O'Donoghue, Ginnifer Goodwin, Josh Dallas, Lana Parrilla, Rebecca Mader, Jared Gilmore) – 2:52

Durata totale: 19:37

## Distribuzione
Nel mese di maggio 2011 la ABC commissionò la produzione di una prima stagione completa, la quale debuttò il 23 ottobre 2011. Il 10 maggio 2012, ABC ha rinnovato C'era una volta per una seconda stagione, che è andata in onda dal 30 settembre 2012 sulla ABC. Infatti, il cast era già stato confermato e le riprese sono state effettuate a partire da luglio 2012. Il 10 maggio 2013 la ABC ha annunciato il rinnovo per una terza stagione e l'8 maggio 2014 per una quarta. Il 7 maggio 2015 è stata rinnovata per una quinta stagione, e il 3 marzo 2016 la serie è stata rinnovata per una sesta stagione, mentre il 12 maggio 2017 è stata rinnovata per una settima stagione.
Il 6 febbraio 2018 la ABC ha annunciato che la settima stagione sarebbe stata l'ultima della serie.
Questa stagione può essere considerata come un specie di remake, in quanto la maggior parte del cast principale lascia la serie. Gli unici personaggi che rimangono dalle stagioni precedenti sono, infatti, solo Regina, Tremotino, Capitan Uncino, Zelena ed Henry.
In Italia il primo episodio della serie è stato trasmesso in anteprima su Fox il 25 dicembre 2011, che ha poi mandato in onda l'intera prima stagione dal 17 gennaio al 19 giugno 2012. La seconda stagione è andata in onda dal 25 dicembre 2012. A partire dalla sesta stagione la serie viene trasmessa settimanalmente da Netflix, a una settimana di distanza dalla messa in onda statunitense su ABC. La settima e ultima stagione è andata in onda dall'autunno 2017.
In chiaro, la serie ha debuttato in prima serata il 12 settembre 2012 su Rai 2, mantenendo il titolo originale Once Upon a Time, per poi essere spostata dal 1º novembre su Rai 4, a causa di ascolti relativamente bassi. È stata riprogrammata dal 1º agosto 2013, ogni giovedì. La seconda stagione è stata trasmessa in chiaro su Rai 4 nell'autunno del 2013. Da giovedì 23 ottobre 2014 disponibile, sempre su Rai 4, la terza stagione, con due episodi a sera. Dall'8 gennaio 2016, parte su Rai 4 la quarta stagione; dal 27 gennaio 2017 viene trasmessa la quinta stagione nel pomeriggio dal lunedì al venerdì, mentre dal 4 ottobre dello stesso anno la sesta. La settima stagione dal 19 ottobre 2018.
In Italia, poco dopo la trasmissione delle ultime puntate, il cofanetto della settima stagione viene pubblicato, andando ad unirsi ai cofanetti delle stagioni 1-6, precedentemente pubblicati, ognuno diviso in 6 DVD.
Successivamente, la serie è stata resa disponibile sulla piattaforma Disney+.

## Accoglienza

### Ascolti
L'episodio pilota fu visto da 13 milioni di telespettatori, con un rating di 4.0 nella fascia 18-49. È stato il debutto più alto della stagione per una serie drammatica nella fascia 18-49, e il più alto debutto per la rete ABC in cinque anni. Gli ascolti dei tre episodi successivi furono costanti, con più di 11 milioni di telespettatori. La serie divenne il primo programma non sportivo in termini di ascolti di domenica sera. Il primo episodio della seconda stagione, andato in onda il 30 settembre 2012, ha ottenuto 11,36 milioni di telespettatori e 3,9 nella fascia 18-49 (5% in meno rispetto alla première della prima stagione), confermando così il successo della serie.
Man mano che la serie procede, gli ascolti calano, passando dai 9,38 milioni della terza stagione, agli 8,98 milioni della quarta stagione, dai 6,32 milioni della quinta stagione, ai 4,39 milioni della sesta stagione e infine ai 3,41 milioni della settima stagione.

### Critica
La prima stagione di C'era una volta è stata accolta con una risposta generalmente positiva da parte dalla critica. Sul sito Metacritic, la stagione ha ricevuto un punteggio di 66 su 100 con "recensioni generalmente favorevoli". Kristin dos Santos del canale televisivo E! ha citato la serie come uno dei cinque show della stagione 2011-12 da guardare. Matthew Gilbert del quotidiano The Boston Globe ha dato alla serie una "C+", commentando: 
Da una coppia di produttori di Lost, questo show è una proposta da amare o da odiare. Il tentativo è impressionante, perché ci chiede di immaginare come moderne la Biancaneve della Goodwin e la Regina Cattiva della Parrilla. Ma la Morrison è rigidissima, e le storie di sfondo – una raccolta casuale di fiabe – non promettono di sorprendere. 
In una recensione sul quotidiano St. Louis Post-Dispatch, il critico televisivo Gail Pennington l'ha accolto come uno degli "Show più promettenti dell'autunno" e, al contrario di Gilbert, ha dato ottimi voti alla Morrison. Robert Blanco della rivista USA Today ha inserito la serie nella sua top ten sulle novità televisive dell'autunno 2011, affermando che «Non c'è in giro niente come questa serie». Mary McNamara del quotidiano Los Angeles Times preferì C'era una volta a un'altra serie basata sulle fiabe, Grimm, affermando che l'inizio prende il suo tempo per affascinare e che i produttori «hanno azzeccato quella parte». Ha anche dato una recensione eccellente per il personaggio della Morrison: «La sua Emma è prevedibilmente cinica e pungente [...] ma è abbastanza tagliente e animata da far chiedere al pubblico 'solo qualche altra pagina' prima di andare a letto».
Diverse rappresentanti femministe si sono dimostrate soddisfatte dallo show per la sua svolta femminista sulle fiabe. Avital Norman Nathman del magazine Bitch affermò che lo show le piaceva perché infondeva una sensibilità femminista delle storie. Genie Leslie del blog Feministing definì Emma come "aggressiva", poiché le è piaciuto come Emma è «molto irremovibile sul fatto che le donne sono in grado di prendere le proprie decisioni sulle loro vite e su quella dei loro figli», e come Emma sia un personaggio «a tutto tondo, femminile, ma non fanciullesca». Natalie Wilson del magazine Ms. lodò la serie per includere un personaggio femminile forte e "che prende a calci nel sedere", per includere diverse donne forti che si alternano con gli uomini come salvatrici e per sovvertire la feticizzazione del vero amore. La Wilson ha continuato affermando sulla protagonista: «La sua ricerca di un 'lieto fine' non è indirizzata a trovare un uomo o ad andare a un ballo ben vestita, ma è un lavoro investigativo, è indirizzata a costruire una relazione con il figlio Henry, e a trovare la 'verità' sul perché il tempo si è congelato nel mondo corrotto di Storybrooke».

## Riconoscimenti
- 2012 — Creative Arts Emmy Awards
  - Candidatura per i Miglior effetti speciali per l'episodio Lo sconosciuto
- 2012 — Costume Designers Guild awards
  - Candidatura per la Miglior serie televisiva fantasy a Eduardo Castro
- 2012 — People's Choice awards
  - Candidatura per la Miglior nuova serie televisiva drammatica
- 2012 — Teen Choice Awards
  - Candidatura per la Miglior serie televisiva fantasy
  - Candidatura per la Miglior attrice televisiva a Ginnifer Goodwin
  - Candidatura per il Miglior attore televisivo a Josh Dallas
  - Candidatura per il Miglior cattivo a Lana Parrilla
- 2012 — Casting Society awards
  - Candidatura per il Miglior cast nell'episodio pilota in una serie televisiva drammatica
- 2012 — Satellite Awards
  - Candidatura per la Miglior serie televisiva
- 2012 — Saturn Awards
  - Candidatura per la Miglior serie televisiva
  - Candidatura per la Miglior attrice non protagonista in una serie televisiva a Lana Parrilla
- 2012 — Tv Guide awards
  - Miglior serie televisiva
  - Miglior cattivo a Lana Parrilla
- 2012 — Young Artist awards
  - Miglior giovane attore in una serie televisiva a Jared S. Gilmore
  - Miglior giovane attore in una serie televisiva drammatica o comica a Jared S. Gilmore
- 2013 — Creative Arts Emmy awards
  - Candidatura per il Miglior trucco in una serie televisiva
  - Candidatura per i Miglior costumi in una serie televisiva a Eduardo Castro
- 2013 — People's Choice awards
  - Candidatura per la Miglior serie televisiva drammatica
  - Candidatura per la Miglior serie televisiva fantasy
  - Candidatura per i Migliori fan di una serie televisiva
- 2013 — Teen Choice Awards
  - Candidatura per la Miglior serie televisiva fantasy
  - Candidatura per la Miglior attrice televisiva a Ginnifer Goodwin
  - Candidatura per il Miglior cattivo a Lana Parrilla
- 2013 — Satellite Awards
  - Candidatura per la Miglior serie televisiva
- 2013 — Saturn Awards
  - Candidatura per la Miglior serie televisiva
- 2013 — Tv Guide awards
  - Candidatura per il Miglio cast in una serie televisiva
- 2013 — Young Artist awards
  - Candidatura per il Miglior giovane attore in una serie televisiva a Jared S. Gilmore

- 2014 — Creative Arts Emmy Awards
  - Candidatura per i Miglior costumi in una serie televisiva a Eduardo Castro
- 2014 — People's Choice awards
  - Candidatura per la Miglior serie televisiva
  - Candidatura per la Miglior coppia a Jennifer Morrison e Colin O'Donoghue
- 2014 — Teen Choice Awards
  - Candidatura per la Miglior serie televisiva fantasy
  - Candidatura per la Miglior attrice televisiva a Ginnifer Goodwin
  - Candidatura per il Miglior attore televisivo a Josh Dallas
  - Candidatura per il Miglior cattivo a Robbie Kay
- 2014 — Saturn Awards
  - Candidatura per la Miglior performance di un giovane attore in una serie televisiva a Jared S. Gilmore
- 2014 — Tv Guide awards
  - Candidatura per la Miglior serie televisiva
  - Miglior cattivo a Lana Parrilla
- 2015 — People's Choice awards
  - Candidatura per la Miglior serie televisiva
  - Candidatura per la Miglior serie televisiva fantasy
  - Candidatura per la Miglior coppia a Ginnifer Goodwin e Josh Dallas
  - Candidatura per il personaggio più compianto a Michael Raymond-James
- 2015 – Kids' Choice Awards[132]
  - Candidatura per il Programma TV per famiglie preferito
  - Candidatura per l'Attrice TV preferita a Jennifer Morrison
- 2015 — Teen Choice Awards
  - Candidatura per la Miglior serie televisiva fantasy
  - Candidatura per la Miglior attrice televisiva a Jennifer Morrison
- 2016 — Kids' Choice Awards
  - Candidatura per il Programma TV per famiglie preferito
  - Candidatura per l'Attrice TV preferita a Jennifer Morrison
- 2016 — Teen Choice Awards
  - Miglior bacio a Jennifer Morrison e Colin O'Donoghue
  - Candidatura per il Miglior cattivo a Greg Germann
- 2017 — Costume Designers Guild awards
  - Candidatura per la Miglior serie televisiva fantasy a Eduardo Castro
- 2017 — People's Choice awards
  - Candidatura per la Miglior serie televisiva fantasy
- 2018 — Creative Arts Emmy Awards
  - Candidatura per la Miglior composizione musicale a Mark Isham, Cindy O'Connor e Michael Simon
- 2018 — Costume Designers Guild awards
  - Candidatura per la Miglior serie televisiva fantasy a Eduardo Castro
- 2018 — People's Choice awards
  - Candidatura per la Serie televisiva fantasy dell'anno

## Altri media

### Romanzi
Nel 2013, Hyperion Books, di proprietà della Disney, ha pubblicato Reawakened di Odette Beane, una trasportazione delle trame della prima stagione, ampliata per includere nuove prospettive. La narrazione è dal punto di vista di Emma Swan a Storybrooke e di Biancaneve nella Foresta incantata. Il romanzo è stato pubblicato il 28 aprile 2013 come un ebook e il 7 maggio 2013 in forma tascabile.
Nel 2015, la casa di produzione Kingswell Teen ha pubblicato Red's Untold Tale, di Wendy Toliver, un romanzo che racconta una storia del passato di Cappuccetto Rosso, che non è stata vista nello show. Il romanzo è stato pubblicato il 22 settembre 2015 e consisteva in 416 pagine.
Nel 2017, Kingswell Teen ha pubblicato un secondo romanzo, Regina Rising, anch'esso scritto da Wendy Toliver, che descrive la vita di una Regina sedicenne. Il romanzo è stato pubblicato il 25 aprile 2017.
Nel 2018, Kingswell Teen ha pubblicato un terzo romanzo, Henry and Violet, scritto da Michelle Zink, che segue Henry e Violet in un'avventura a New York City. Il romanzo è stato pubblicato l'8 maggio 2018.

### Fumetti
Alla serie sono ispirati due fumetti che narrano degli elementi della storia che gli autori stessi hanno dichiarato di non essere riusciti ad inserire all'interno dello spazio televisivo. Il primo è intitolato Once Upon a Time: Shadow of the Queen, ed è ambientato nel periodo che Regina passa a dare la caccia a Biancaneve con l'aiuto del Cacciatore. Il secondo, uscito il 14 aprile 2014 ed intitolato Once Upon a Time: Out of the Past, ha per protagonisti Regina, il Cappellaio Matto, Capitan Uncino, Tremotino e Belle. Entrambe le opere fumettistiche sono prodotte da Marvel.

## Spin-off
Nel mese di febbraio 2013 venne annunciato l'avvio dello sviluppo di un potenziale spin-off della serie basato sul racconto Le avventure di Alice nel Paese delle Meraviglie, la cui storia sarebbe stata raccontata dalla prospettiva di Alice.
Il 10 maggio 2013 venne confermata la produzione della serie, intitolata C'era una volta nel Paese delle Meraviglie, che però viene cancellata dopo la prima stagione.
La storia è ambientata dopo la quarta stagione della serie principale, e mostra cosa è successo a Will Scarlet una volta che abbandona Storybrooke, nonché il suo passato, insieme alla storia di Alice, e di come questa si intrecci a quella di Jafar.